# Melanargia lesbina
Melanargia lesbina är en fjärilsart som beskrevs av Wagener 1976. Melanargia lesbina ingår i släktet Melanargia och familjen praktfjärilar. Inga underarter finns listade i Catalogue of Life.